# Vingulmark
Vingulmark was de naam van een Vikingkoninkrijk rond de Oslofjord. Men vermoedt dat het de huidige Noorse fylke Østfold omvatte, samen met de huidige gemeenten Oslo, Bærum, Asker, Røyken, Hurum, Lier en Eiker (nu Nedre Eiker en Øvre Eiker).  
Snorri Sturluson beschrijft in de Heimskringla dat Vingulmark op de Zweedse koning Erik Emundsson veroverd werd door Harald I van Noorwegen toen die Noorwegen verenigde.
Enkele bekende koningen van Vingulmark waren:
- Gudrød
- Alfgeir
- Gandalf Alfgeirsson
- Halfdan de Zwarte
- Olaf Haraldsson Geirstadalf
- Tryggve Olafsson
- Harald Gudrødsson Grenske, 976-987
- Svein Alfivuson, 1030-1035

In de middeleeuwen was Vingulmark een bestuurlijke eenheid beperkt tot Oslo, Bærum en Asker.